# Pekka Gronow
Pekka Heikki Tapani Gronow, född 1 november 1943 i Helsingfors, är en finländsk arkivchef. 
Gronow blev politices kandidat 1967, samhällsvetenskaplig licentiat 1986 och filosofie doktor 1996. Han var 1989–1998 chef för Finlands rundradios grammofonarkiv, och sedan för dess ljudarkiv 1999–2008. Han är en stor kännare av historiska grammofoninspelningar och har på cd-skivor utgivit inspelningar från 1900-talets början av legendariska sångartister såsom Aino Ackté, Ida Ekman, Hjalmar Frey, Abraham Ojanperä och Wäinö Sola. 
Gronow har publicerat bland annat Popmusiikin vuosisata (1968, med Seppo Bruun), Äänilevyn historia (1990, med Ilpo Saunio), The Recording Industry, an Ethnomusicological Approach (dissertation, 1996), An International History of the Recording Industry (1998) samt diskografier. Han har innehaft många förtroendeuppdrag, bland annat medlem av Statens tonkonstkommission 1968–1973 och Helsingfors stads kulturnämnd 1979–1984. 